# Unió de Radioaficionats Andorrans
Die Unió de Radioaficionats Andorrans (URA), deutsch „Andorranischer Amateurfunkverband“, wörtlich „Union der andorranischen Funkamateure“, ist die nationale Vereinigung der Funkamateure in Andorra.

## Geschichte
Die URA wurde im Jahr 1980 als Zusammenschluss einer Gruppe von Funkamateuren und Amateurfunkliebhabern im Fürstentum Andorra gegründet. Nach nationaler Anmeldung der Union am 4. Januar 1980 wurde diese am 29. Februar 1980 offiziell genehmigt. Erster Präsident wurde Miquel Álvarez i Burgos, C31SP.
Es folgte die Errichtung einer Relaisfunkstelle im 2-Meter-Band (145 MHz) bei La Rabassa und der Eintritt in die International Amateur Radio Union (IARU Region 1), der internationalen Vereinigung von Amateurfunkverbänden. Als deren 50. Mitglied vertritt die URA seitdem dort die Interessen der Funkamateure Andorras.
In den letzten Jahren hat sich die URA verstärkt den innovativen digitalen Amateurfunkbetriebsarten zugewandt, insbesondere im 10-Meter- und 6-Meter-Band. Darüber hinaus sind zwei weitere VHF-Repeater und ein UHF-Repeater aufgebaut worden sowie ein Automatic Packet Reporting System (APRS-Netz) installiert worden.
Die URA unterstützt und fördert soziale Aktivitäten ihrer Mitglieder und organisiert DXpeditionen, Funksportveranstaltungen und Amateurfunkwettbewerbe. Darüber hinaus widmet sie sich der Notfallkommunikation und arbeitet hierzu eng mit dem andorranischen Zivilschutz zusammen.